# Megophrys brachykolos
Megophrys brachykolos е вид жаба от семейство Megophryidae. Видът е застрашен от изчезване.

## Разпространение
Разпространен е в Хонконг.

## Описание
Популацията на вида е намаляваща.